# Ornidia obesa
Ornidia obesa là một loài ruồi trong họ Ruồi giả ong (Syrphidae). Loài này được Fabricius mô tả khoa học đầu tiên năm 1775. Ornidia obesa phân bố ở vùng Tân Nhiệt đới